# Tolstraat (Amsterdam)
De Tolstraat is een straat die gelegen is in de wijk de Pijp in Amsterdam. De straat loopt van het Henrick de Keijserplein naar de Amsteldijk en kruist ongeveer halverwege de Van Woustraat.
De Tolstraat, tot 1896 Verversstraat en Ververspad, ontleent haar naam aan een aldaar geplaatst tolhek. Na de annexatie van dit deel van de gemeente Nieuwer-Amstel door Amsterdam in 1896 is het tolhek verplaatst en kreeg de straat zijn huidige naam om verwarring met de al bestaande Verversstraat te voorkomen.
In de Tolstraat is de diamantslijperij Asscher gevestigd. Het gebouw uit 1907, naar het ontwerp van architect G. van Arkel (1858-1919), wordt nog gedeeltelijk door de diamantslijperij gebruikt. In dit gebouw was van 1983 tot 1997 het NINT gevestigd.
Op de hoek van de Tolstraat en de Amsteldijk bevindt zich het voormalige raadhuis van Nieuwer-Amstel. Van 1914 tot 2007 was hier het Gemeentearchief van Amsterdam gehuisvest.
Voorts bevindt zich aan de Tolstraat een filiaal van de openbare bibliotheek, gevestigd in een pand dat in 1926 als tempel voor de Theosofische Vereniging werd opgetrokken naar ontwerp van L.C. van der Vlugt. Het wordt gezien als een schoolvoorbeeld van het bouwen van de nieuwe zakelijkheid. Later kreeg het gebouw een culturele bestemming. De naam wijzigde toen in Cultura. Nog later, van 1943 tot 1979, was in het gebouw de bioscoop Cinétol gevestigd.
Rechts van de openbare bibliotheek is het hoofdkwartier van de Theosofische Vereniging in Nederland gevestigd.
In het westen, aan het andere eind van de straat bij de hoek met de Pieter Aertszstraat, staat het complex Tolstraat 21-53 van Hendrik Petrus Berlage en Jop van Epen. Dwars op de straat staat het complex van De Dageraad Toldwarsstraat 1-7 eveneens van beide heren in samenwerking met J/W/F/ Hartkamp.